# Poetikvorlesung

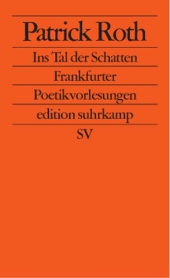
Suhrkamp-Taschenbucheinband der Poetikvorlesungen von Patrick Roth

Eine Poetikvorlesung ist eine Vorlesung an einer Universität, in der ein Schriftsteller seine Ansichten zur Poetik darlegt. 

## Merkmale
In der Regel beschäftigt sich ein renommierter Autor oder eine Autorin ein Semester lang unter einem selbstgewählten Titel mit Fragen zur poetischen Praxis und ihren Bedingungen. In der Regel werden die Vorlesungen anschließend publiziert, häufig erscheinen sie in der edition suhrkamp. Für den deutschsprachigen Raum sind die Frankfurter Poetik-Vorlesungen maßgeblich, die seit dem Wintersemester 1959/60 bestehen (und auch von Verlagen finanziert werden). Erste Dozentin war Ingeborg Bachmann. Aber auch andere Universitäten, etwa in Bamberg, Hildesheim, Innsbruck, Paderborn, Zürich (Zürcher Poetikvorlesungen), bieten Poetikvorlesungen an. Die TU Dresden hält seit 2001 eine Chamisso-Poetikdozentur für Migrantenliteratur.

## Sekundärliteratur
- Assmann, David-Christopher: "Rausch und Arbeit, harte Arbeit. John von Düffels Authentifizierungsgeste", in: Seminar. A Journal of Germanic Studies 47.3 (2011), S. 365–378.
- Basker, David: "'Schlüsselszenen der Erfahrung': (Dis)location in the Prose Work of Hans-Ulrich Treichel", in: ders. (Hg.), Hans-Ulrich Treichel (= Contemporary German Writers), Cardiff: University of Wales Press 2004, S. 37–60.
- Bohley, Johanna: "Zur Konjunktur der Gattung Poetikvorlesung als "Form für Nichts"", in: Schöll, Julia/Bohley, Johanna (Hg.), Das erste Jahrzehnt. Narrative und Poetiken des 21. Jahrhunderts, Würzburg: Königshausen u. Neumann 2012, S. 227–242.
- Meiser, Katharina: Die Poetikvorlesung als Aushandlungsort politischer Partizipationsmöglichkeiten, in: Bock, Bettina M./Dreesen, Philipp (Hg.), Sprache und Partizipation in Geschichte und Gegenwart, Bremen: Hempen Verlag 2018, S. 109–126.
- Meiser, Katharina: Dimensionen des Politischen in Poetikvorlesungen, in: Neuhaus, Stefan/Nover, Immanuel (Hg.), Das Politische in der Literatur der Gegenwart, Berlin, Boston: de Gruyter 2019, S. 163–182.
- Meiser, Katharina: Das Leidensglück der Schriftsteller. Zur Funktionalisierung eines Topos in Poetikvorlesungen, in: Le Moël, Sylvie/Rothmund,  Elisabeth, Theoretische und fiktionale Glückskonzepte im deutschen Sprachraum (17. bis 21. Jahrhundert),  Berlin: Frank und Timme 2019, S. 133–152.
- Schmitz-Emans, Monika: "Reflexionen über Präsenz. Poetikvorlesungen als Experimente mit dem Ich und mit der Zeit", in: dies. u. a. (Hg.), Komparatistik als Humanwissenschaft. Festschrift zum 65. Geburtstag von Manfred Schmeling. Unter Mitarbeit von Hans-Joachim Backe u. a., Würzburg: Königshausen u. Neumann 2008, S. 377–386.
- Schmitz-Emans, Monika u. a. (Hg.): Poetiken. Autoren – Texte – Begriffe. Unter Mitarbeit von Kai Fischer u. a.  2009.
- Ulrich Volk: Der poetologische Diskurs der Gegenwart. Untersuchungen zum zeitgenössischen Verständnis von Poetik, dargestellt an ausgewählten Beispielen der Frankfurter Stiftungsgastdozentur Poetik (= Frankfurter Hochschulschriften zur Sprachtheorie und Literaturästhetik, Band 13), Lang, Frankfurt am Main u. a. 2003, ISBN 978-3-631-50474-1 (Dissertation Universität Frankfurt am Main 2002, 467 Seiten).